# Defense of the Ancients
Defense of the Ancients (DotA) is een scenario uit het real-time strategy computerspel Warcraft III: Reign of Chaos en de bijbehorende uitbreidingsset Warcraft III: The Frozen Throne. Het scenario is gebaseerd op het level "Aeon of Strife" uit het spel StarCraft.

## Doel en speelwijze
In het scenario kunnen twee teams van spelers het tegen elkaar opnemen. Elk team beschikt over enkele zogenaamde “Ancients”; oude gebouwen aan weerskanten van het level die zwaar bewaakt worden. Doel is om de Ancients van het vijandige team uit te schakelen.
De twee teams in het spel zijn steevast de Sentinel en de Scourge. Het Sentinelteam bevindt zich aan de zuidwestkant van het level en het Scourgeteam bevindt zich aan de noordoostkant. Elk team heeft een eigen basis welke onder andere beveiligd wordt door torens. Midden in deze basis staat de ancient van elk team.
Elke speler uit een team beschikt over een zogenaamde held, een personage met unieke vaardigheden en eigenschappen. Deze wordt bijgestaan door bondgenoten en andere, al dan niet computergestuurde wezens. Spelers kunnen tijdens het spelen van het scenario ervaring opdoen en geld verdienen om hun held hiermee sterker te maken.

## Geschiedenis
Warcraft III, waar Defense of the Ancients onderdeel van is, is ontwikkeld door Blizzard Entertainment. Net als zijn voorganger, Warcraft II, bevat het spel een speciaal programma waarmee spelers zelf levels kunnen bouwen of reeds bestaande levels kunnen aanpassen, waarin ze vervolgens online tegen of met andere spelers kunnen spelen via Battle.net.
Het scenario voor Defense of the Ancients werd ontwikkeld samen met deze "World Editor" van Warcraft III: Reign of Chaos, en aangepast na uitgave van The Frozen Throne. Er bestaan veel variaties op het originele concept. De eerste versie van Defense of the Ancients verscheen in 2003. Dit was een aangepaste versie van een ouder level uit het spel StarCraft. Deze basisversie werd al snel opgepikt door andere spelers, die er langzaam hun eigen draai aan gaven. Steve Feak ontwikkelde een van de populairste versies van het scenario. Hij gebruikte een chatkanaal van battle.net om spelers van DotA te laten communiceren met elkaar. Tevens kwam hij met het idee een eigen website voor het scenario te maken om verschillende spelers bij elkaar te brengen.
Defense of the Ancients wordt vandaag de dag vooral beheerd via officiële forums, waar spelers suggesties kunnen indienen voor verbeteringen.

## Ontvangst
De populariteit van Defense of the Ancients is in de loop der tijd sterk gegroeid. Het scenario werd door Computer Gaming World behandeld in een artikel over Warcraft III, Het scenario werd beginnend in 2005 een officieel spel voor op toernooien georganiseerd door Blizzard, zoals BlizzCon. DotA was tevens een spel op de World Cyber Games.
Het scenario kent wereldwijd spelers. In Noord-Europa leidde de populariteit van het scenario zelfs tot inspiratie voor een lied; "Vi sitter i Ventrilo och spelar DotA" van de Zweedse musicus Basshunter.